# Dyskografia Owl City
Dyskografia amerykańskiego projektu muzycznego Owl City.

## Albumy

### Albumy studyjne
| Rok                                    | Album | Najwyższa pozycja | Najwyższa pozycja | Najwyższa pozycja | Najwyższa pozycja | Najwyższa pozycja | Najwyższa pozycja | Najwyższa pozycja | Najwyższa pozycja | Certyfikat               |
| Rok                                    | Album | Stany Zjednoczone | Electro           | Rock              | Kanada            | Wielka Brytania   | Nowa Zelandia     | Holandia          | Australia         | Certyfikat               |
| -------------------------------------- | --- | ----------------- | ----------------- | ----------------- | ----------------- | ----------------- | ----------------- | ----------------- | ----------------- | ------------------------ |
| 2008                                   | Maybe I'm Dreaming - Pierwszy album studyjny - Wydany: 17 marca 2008 - Wytwórnia: wydawnictwo niezależne | –                 | 13                | –                 | –                 | –                 | –                 | –                 | –                 |                          |
| 2009                                   | Ocean Eyes - Drugi album studyjny - Wydany: 14 lipca 2009 - Wytwórnia: Universal Republic                | 8                 | 1                 | 1                 | 20                | 2                 | 17                | 65                | 49                | - RIAA: Złoto (500.000+) |
| "–" Album nie zajął miejsc na listach. | |                   |                   |                   |                   |                   |                   |                   |                   |                          |

### Minialbumy
| Rok  | Album                                                                                      | Najwyższa pozycja |
| Rok  | Album                                                                                      | Electro           |
| ---- | ------------------------------------------------------------------------------------------ | ----------------- |
| 2007 | Of June - Pierwszy minialbum - Wydany: 8 września 2007 - Wytwórnia: wydawnictwo niezależne | 15                |

## Single
| Rok                                     | Singel             | Najwyższa pozycja | Najwyższa pozycja | Najwyższa pozycja | Najwyższa pozycja | Najwyższa pozycja | Najwyższa pozycja | Najwyższa pozycja | Najwyższa pozycja | Najwyższa pozycja | Najwyższa pozycja | Najwyższa pozycja | Album      |
| Rok                                     | Singel             | Stany Zjednoczone | Pop               | Adult             | AC                | Kanada            | Nowa Zelandia     | Australia         | Dania             | Japonia           | Holandia          | Wielka Brytania   | Album      |
| --------------------------------------- | ------------------ | ----------------- | ----------------- | ----------------- | ----------------- | ----------------- | ----------------- | ----------------- | ----------------- | ----------------- | ----------------- | ----------------- | ---------- |
| 2009                                    | "Fireflies"        | 1                 | 2                 | 2                 | 22                | 2                 | 2                 | 1                 | 1                 | 29                | 1                 | 2                 | Ocean Eyes |
| 2009                                    | "Vanilla Twilight" | 72                | –                 | –                 | –                 | 74                | –                 | 44                | –                 | –                 | –                 | –                 | Ocean Eyes |
| 2009                                    | "Umbrella Beach"   | –                 | –                 | –                 | –                 | –                 | –                 | –                 | –                 | –                 | –                 | –                 | Ocean Eyes |
| "–" Singel nie zajął miejsc na listach. |                    |                   |                   |                   |                   |                   |                   |                   |                   |                   |                   |                   |            |